# Hibiscus storckii
Espèce
Statut de conservation UICN

PEWB1ab(iii); D : Peut-être éteint à l'état sauvage
Hibiscus storckii est une espèce de plantes à fleurs de la famille des Malvaceae. C'est un arbuste qui a été nommé en l'honneur de Jacob Storck, assistant du botaniste Seeman, premier descripteur de l'espèce en 1865. Cet hibiscus est originaire des îles Fidji. Plusieurs auteurs considèrent cette espèce comme synonyme d'Hibiscus rosa-sinensis (voir les liens externes).